# Uzlenec
Uzlenec (Combretum), česky též kombretum, je rod rostlin z čeledi uzlencovité. Jsou to dřevnaté liány, keře a stromy s jednoduchými listy a s květy často v nápadných hustých květenstvích s dlouhými vyčnívajícími tyčinkami. Plody bývají křídlaté. Rod zahrnuje asi 250 druhů a je rozšířen v tropech celého světa s výjimkou ostrovů Oceánie. Největší počet druhů roste v tropické Africe. Uzlence mají poměrně široké využití. Slouží jako okrasné dřeviny, jsou zdrojem jedlé pryže a četné druhy mají význam v tradiční medicíně. Do rodu Combretum byl na základě fylogenetických výzkumů vřazen rod Quisqualis (hranoplod) a několik méně známých rodů.

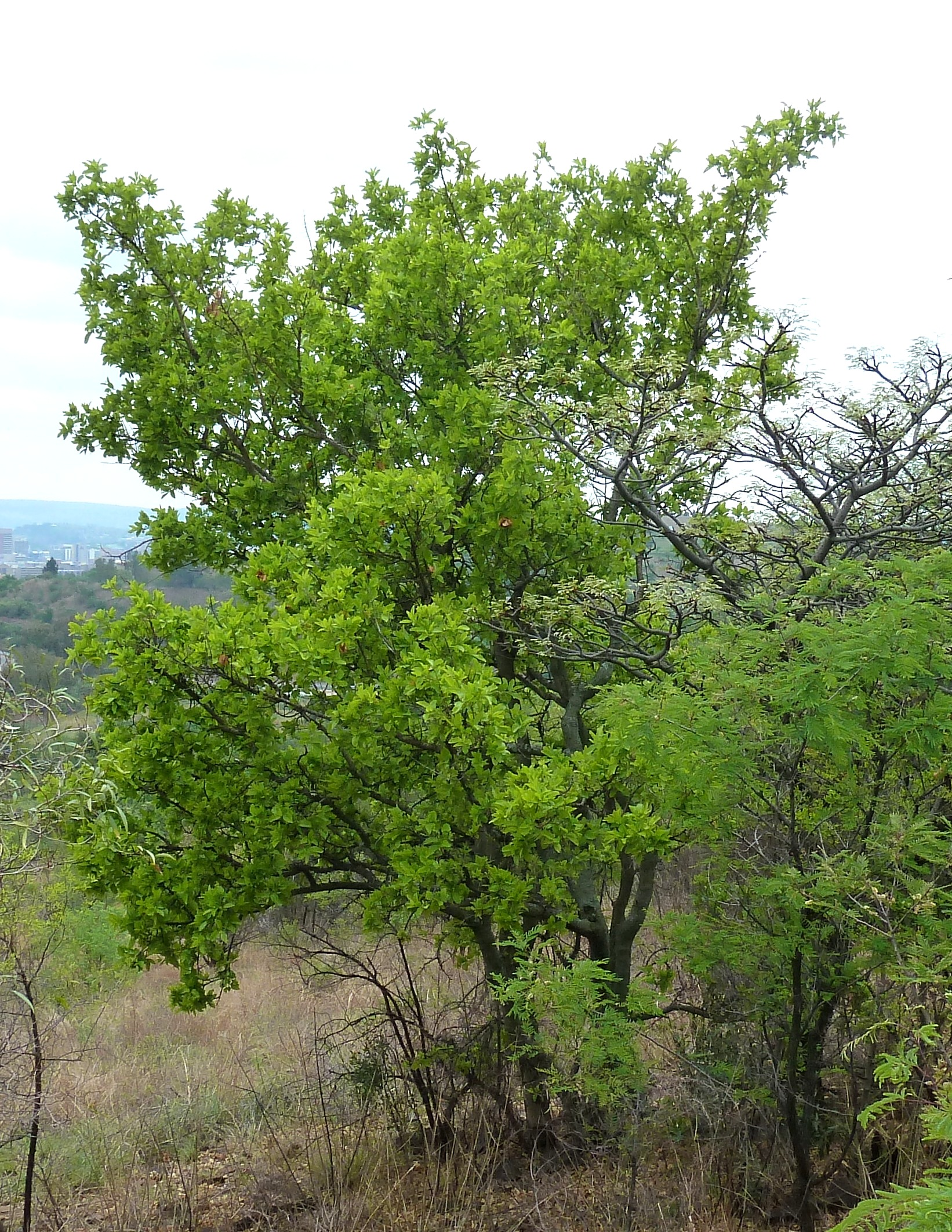
Uzlenec Combretum zeyheri

## Popis
Zástupci rodu uzlenec jsou opadavé, poloopadavé nebo stálezelené dřevnaté liány keře, stromy nebo řidčeji polokeře s dřevnatou podzemní bází stonku. Listy jsou vstřícné nebo přeslenité, vzácně střídavé, obvykle řapíkaté, lysé nebo chlupaté, bez palistů. Čepel listů má různý tvar, zpravidla je eliptická, podlouhlá nebo široce vejčitá, celokrajná nebo jen výjimečně drobně vroubkovaná či zvlněná. Žilnatina je zpeřená, s paralelními postranními žilkami které jsou u některých druhů u okraje smyčkami spojené. Některé šplhavé druhy mají postranní výhonky opatřené rovnými nebo hákovitými trny vzniklými přeměnou vytrvalých řapíků listů. Květy jsou obvykle oboupohlavné a pravidelné, jen zřídka poněkud dvoustranně souměrné, 4 nebo 5 četné a většinou sladce voní. Jsou uspořádané v postranních nebo vrcholových, jednoduchých nebo větvených klasech, hroznech nebo latách. Kališní trubka je relativně krátká nebo dlouhá, na konci nálevkovitá až miskovitá a zakončená 4 nebo 5, řidčeji větším počtem trojúhelníkovitých až úzce šídlovitých zubů. Koruna je nejčastěji bílá, žlutá, oranžová, červená nebo purpurová, drobná nebo velká a nápadná. Výjimečně koruna chybí. Tyčinek je 8 nebo 10, jsou barevné a obvykle vyčnívají z kališní trubky. Semeník je spodní a obsahuje jedinou komůrku se 2 (řidčeji až 6) vajíčky. Čnělka je volná, většinou vyčnívající z květu, pouze výjimečně velmi krátká. Plodem je nepravý plod (pseudokarp), obsahující jediné semeno. Plody jsou většinou suché, řidčeji dužnaté, se 4 až 5 podélnými křídly, žebry nebo hranami. Oplodí není na rozdíl od rodu vrcholák tvrdé a dá se překrojit nožem.

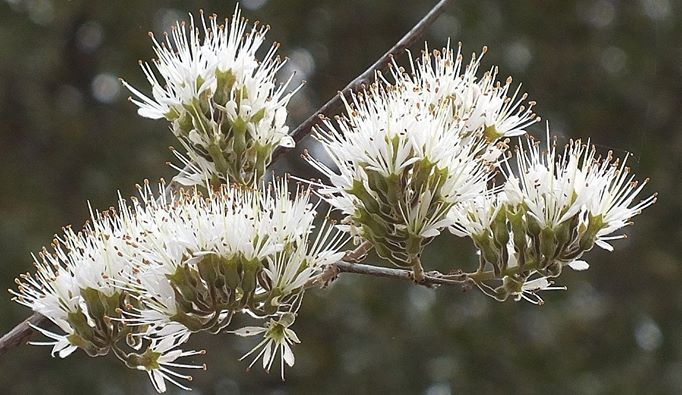
Květenství C. mossambicense
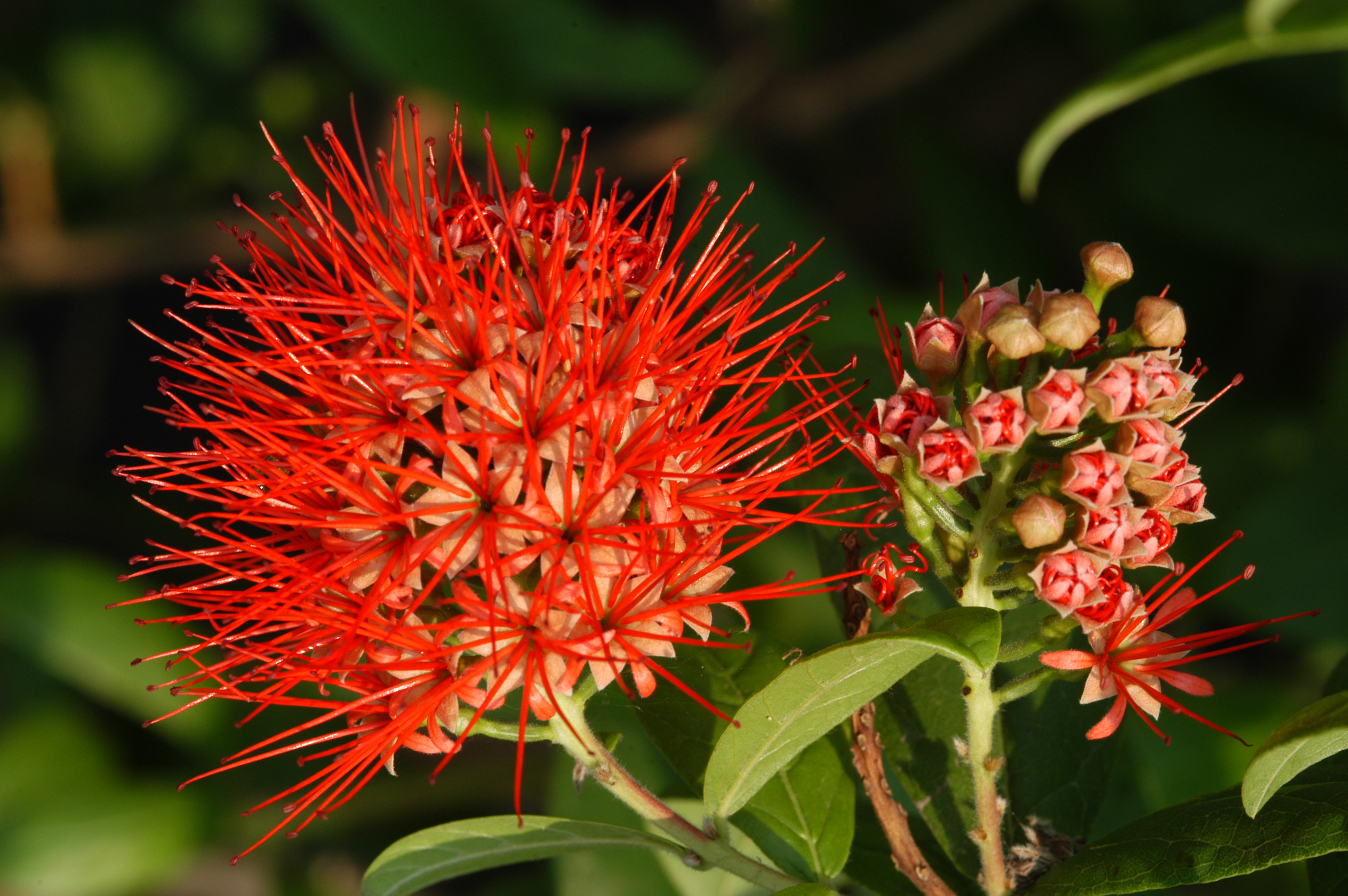
Květenství C. constrictum
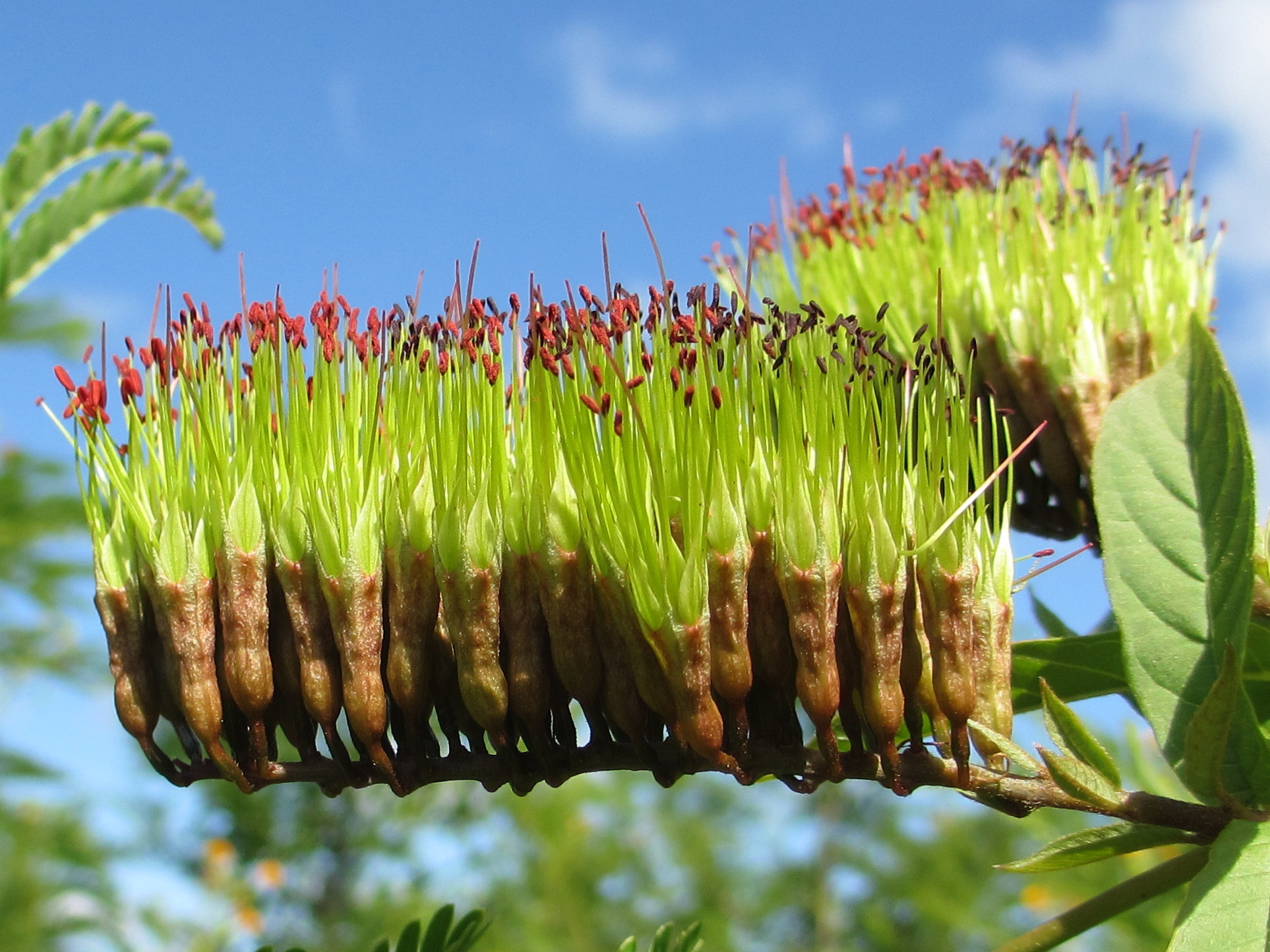
Květenství uzlence z Mosambiku
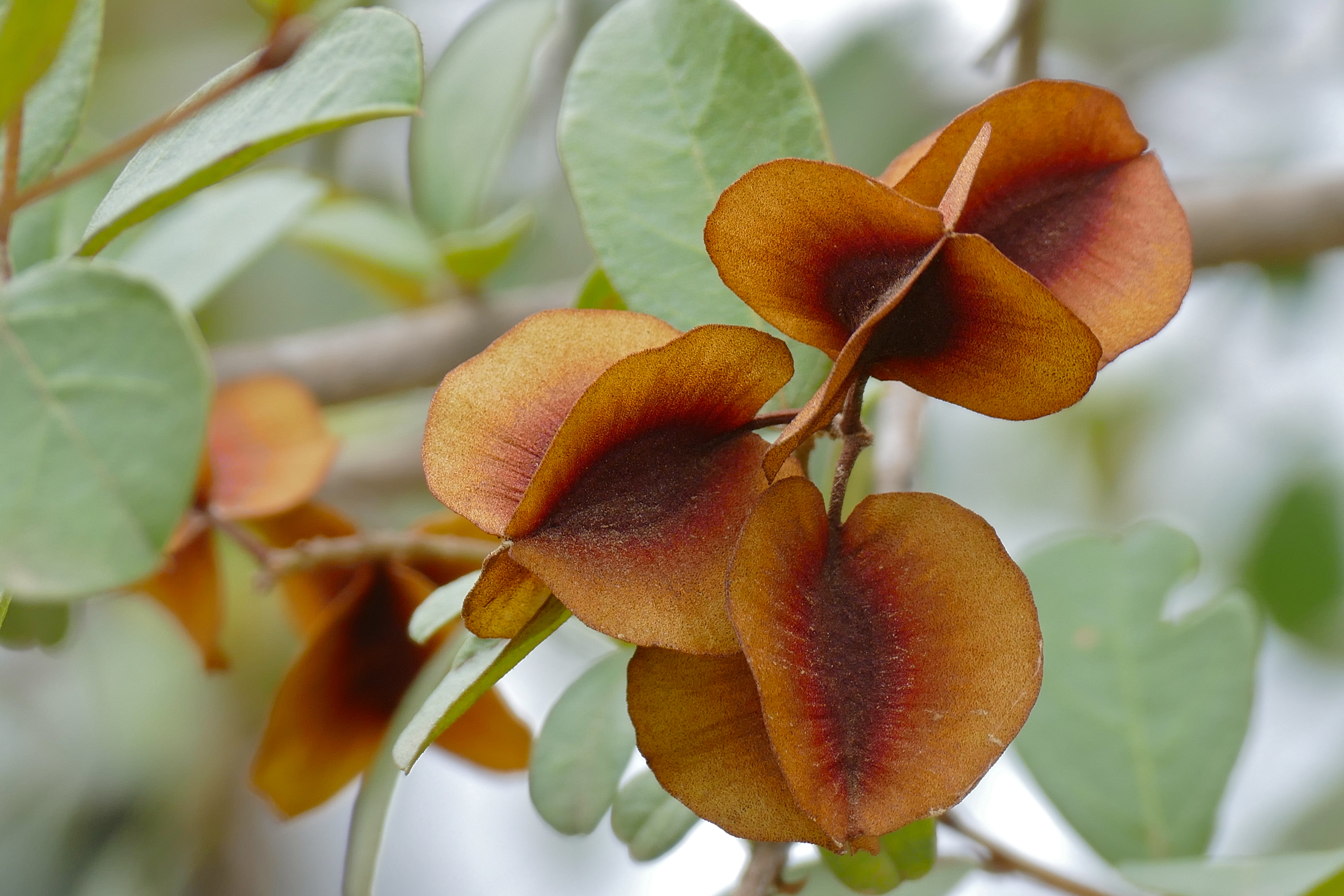
Plody C. hereroense

## Rozšíření
Rod uzlenec zahrnuje celkově asi 250 druhů. Je to největší rod čeledi uzlencovité. Je rozšířen v tropech celého světa s výjimkou ostrovů Oceánie a některé druhy přesahují i do subtropů. Nejvíc druhů se vyskytuje v subsaharské Africe, odkud je udáváno celkem 163 druhů. Ze západní tropické Afriky je uváděno 48 druhů, z jižní tropické Afriky 61 druhů, z Madagaskaru 20 druhů. V Jižní Africe roste asi 30 druhů.
V tropické Americe rostou uzlence v počtu asi 30 druhů zejména v nížinách. V jihoamerických deštných lesích je to jeden z nejdůležitějších rodů dřevnatých lián. Mezi běžné druhy náleží zejména C. fruticosum, rozšířený tropických deštných i poloopadavých lesích od Mexika po severní Argentinu. Podobně rozsáhlý areál má i druh C. laxum Z Karibských ostrovů je uváděno 7 druhů.
V Austrálii roste jediný druh, C. trifoliatum, který přesahuje na sever kontinentu z tropické Asie a byl zde objeven až v 80. letech 20. století.
Většina druhů z jihovýchodní Asie roste jako dřevnaté liány v nížinných deštných, často sezónně zaplavovaných lesích. Naproti tomu řada druhů z tropické Afriky jsou vzpřímené stromy či keře, rostoucí na savanách.

## Ekologické interakce
Listy uzlenců konzumují housenky řady různých motýlů. V Africe jsou živnou rostlinou housenek např. babočkovitého motýla Hamanumida daedalus a druhu Deudorix dinochares z čeledi modráskovití. V Indii hostí housenky drobných motýlů Badamia exclamationis a Cupitha purreea z čeledi soumračníkovití, v Malajsii housenky modráskovitého motýla Drupadia theda. Na rubu listové čepele jsou u řady druhů podél hlavních žilek roztroušena drobná domatia v podobě chomáčků chlupů, obývaná symbiotickými roztoči.
Květy uzlenců opylují zejména ptáci živící se nektarem a rozličné druhy hmyzu. Opadavé druhy často rozkvétají před nebo během rozvoje nových listů.
Detailně byla prozkoumána biologie opylování středoamerického druhu C. farinosum, jehož květy jsou opylovány kolibříky. Celé květenství rozkvétá najednou, kvete celkem 4 dny a jeho barva se v průběhu vývoje výrazně mění. Když se prvního dne květy otevřou, jsou zelené, obsahují hojný nektar a jsou vyhledávány kolibříky. Větší druhy kolibříků jsou teritoriální a chrání si rozkvetlou rostlinu před konkurenty. Dalšího dne se barva mění na zelenooranžovou a nektaru ubývá, neboť se již nový netvoří. Přicházejí ke slovu drobnější, přelétavé druhy kolibříků, které jsou pro rostlinu perspektivnější z hlediska opylení cizím pylem. V dalších dnech se barva mění na oranžovou a posléze na červenou. V té době v nich již není nektar a kolibříci je nenavštěvují. Květy příležitostně přilákají i včely, vosy a mravence, hmyz však vesměs nepřichází do styku s prašníky umístěnými na dlouhých nitkách a jeho přínos k opylení je mizivý. Květenství navštěvuje je i amazoňan běločelý, který však konzumuje celé květy.
Výraznou barevnou proměnou procházejí i květenství mexického druhu C. fruticosum, mezi opylovači však převládají pěvci (zejména lesňáček rezavokorunkatý a lesňáček oranžovoprsý) nad kolibříky. Některé americké druhy opylují též drobní primáti.
Křídlaté plody uzlenců jsou vesměs šířeny větrem, bezkřídlá semena několika druhů (např. C. bracteosum) jsou uzpůsobena šíření vodou.

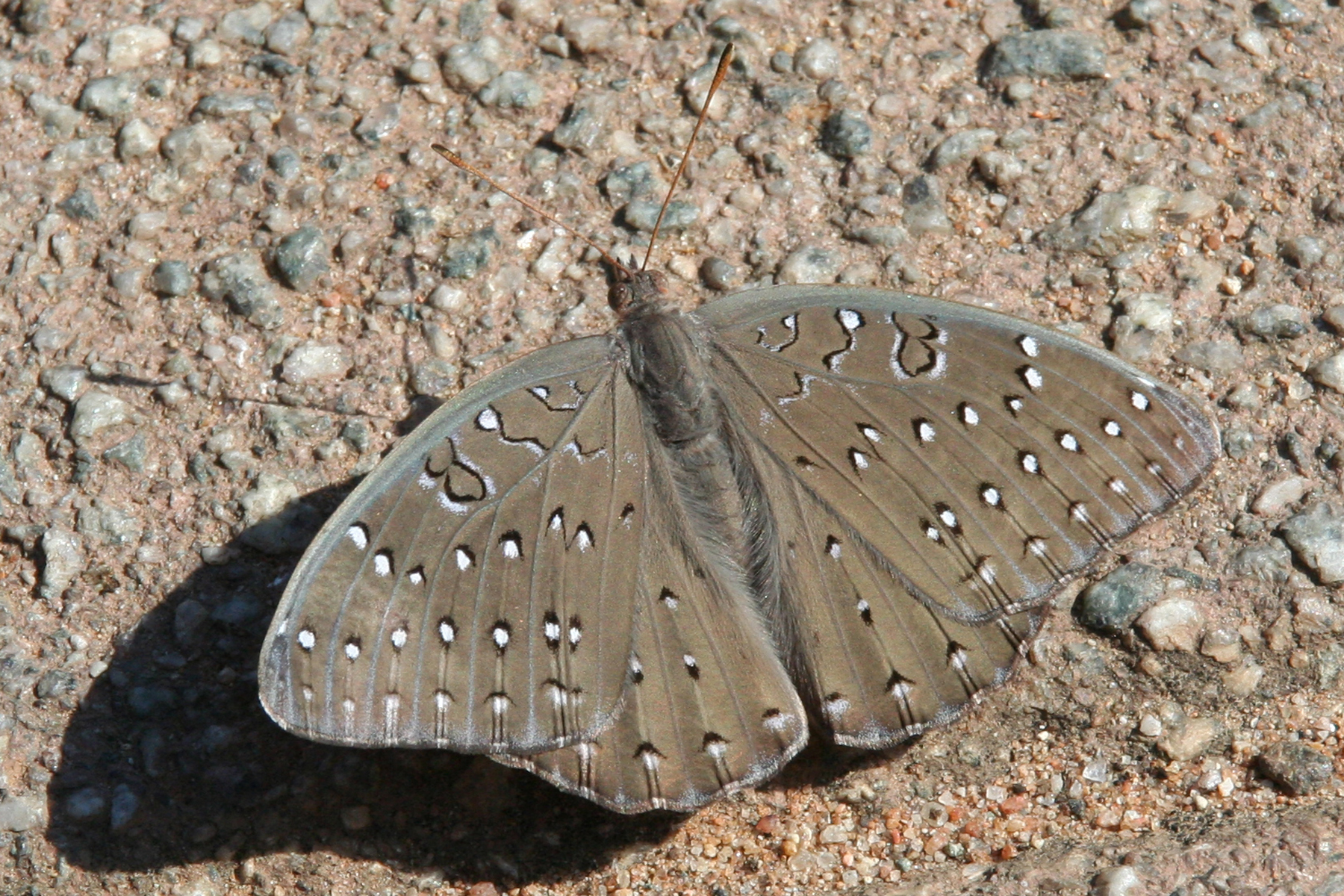
Motýl Hamanumida daedalus
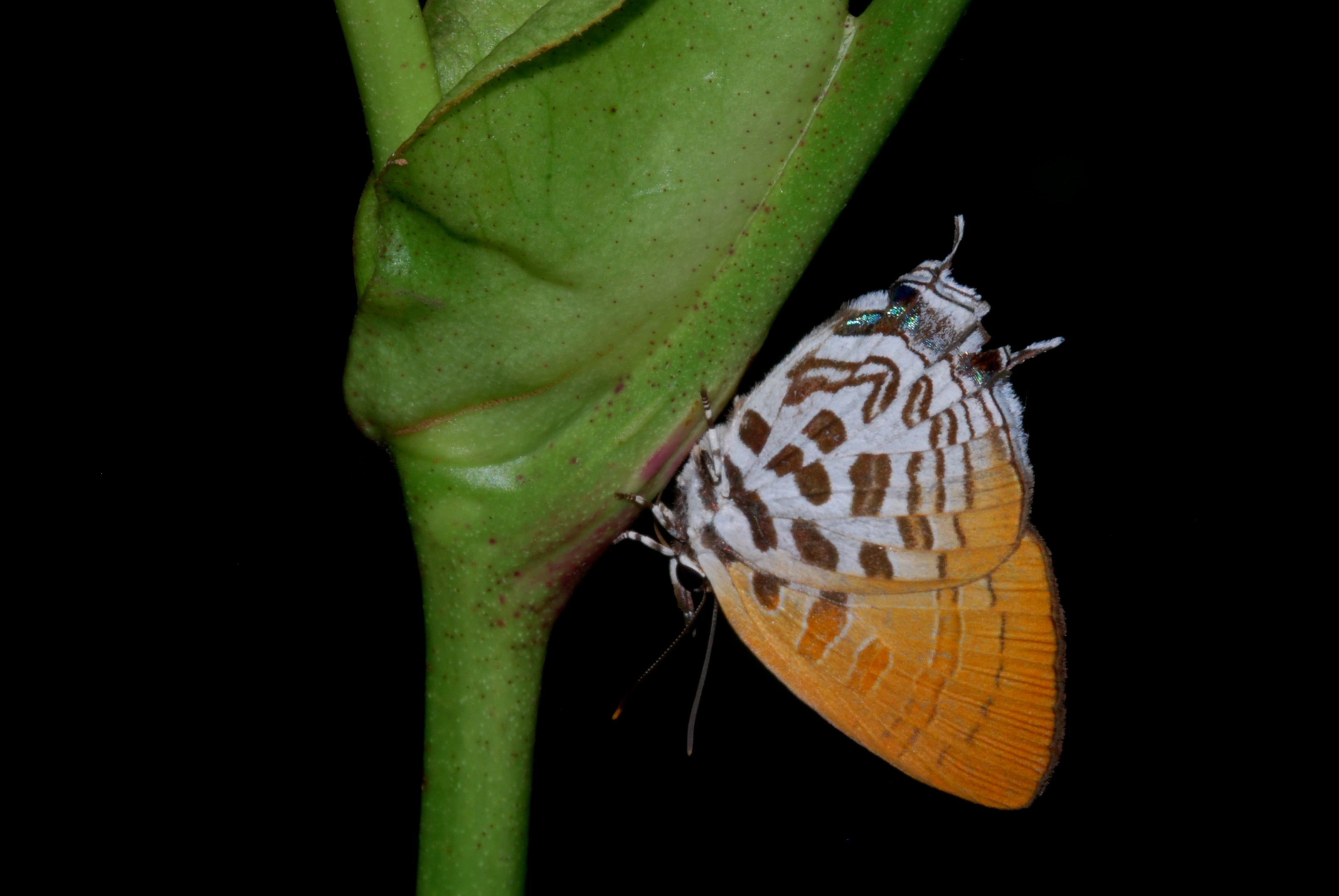
Motýl Drupadia theda
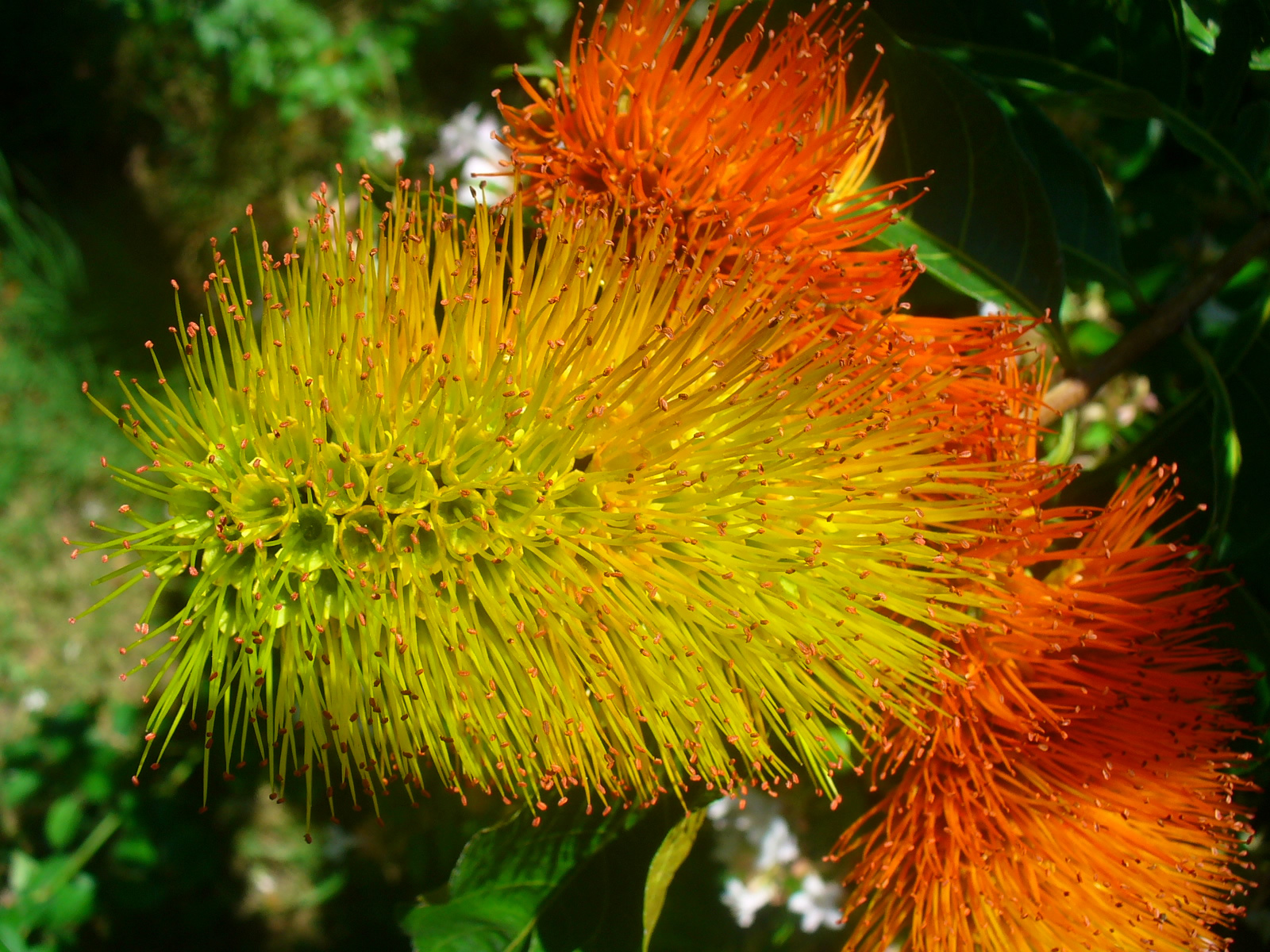
Květenství C. fruticosum v různých fázích vývoje

## Taxonomie
Rod Combretum je v rámci čeledi Combretaceae řazen do podčeledi Combretoideae, tribu Combreteae a subtribu Combretineae. V současné taxonomii je rozdělován do 3 podrodů. Podrod Apetalanthum je monotypický, zahrnuje jediný asijský druh, C. apetalum, a vyznačuje se bezkorunnými květy. Podrod Combretum je charakterizován převážně čtyřčetnými květy různých barev s výjimkou červené, přítomností šupinek a nepřítomností mikroskopických stopkatých žlázek na listech. Zahrnuje asi 150 druhů. Podrod Cacouia má květy pětičetné, různých barev nebo čtyřčetné a červené, na listech jsou stopkaté žlázky a chybějí šupinky. Zahrnuje asi 104 druhů. Oba velké podrody jsou zastoupeny v Asii, Africe i Americe.
Fylogenetické studie a molekulární analýza přinesly do pojetí rodu Combretum změny. Bylo zjištěno, že některé dříve samostatné rody čeledi Combretaceae tvoří vývojové větve uvnitř rodu Combretum a byly s ním následně při taxonomických revizích sloučeny. Do podrodu Cacoucia byly vřazeny rody Quisqualis, Calopyxis a Poivrea, do podrodu Combretum rod Meiostemon. Nejblíže příbuznou skupinou rodu Combretum je jihoamerický rod Thiloa.

## Význam
Některé druhy uzlence mají velmi nápadná, barevná květenství a jsou pěstovány v tropech jako okrasné dřeviny. Náleží mezi ně zejména C. coccineum z Madagaskaru, C. rotundifolium z Jižní Ameriky a africký druh C. grandiflorum. V tropech celého světa je jako okrasná liána se zajímavými květy pěstován hranoplod indický (Combretum indicum, syn. Quisqualis indica).
Řada druhů uzlence má medicínský význam. Z druhu C. caffrum jsou získávány kombretastatiny, polyfenolické látky s potenciálem při léčbě rakoviny. Jejich účinek způsobuje kolaps krevního zásobení nádorů a následné odumírání nádorových buněk.
Plody C. trifoliatum jsou v Malajsii používány proti střevním parazitům. Listy C. nigrescens se používají v Malajsii místně jako obklad na rány. Africké druhy C. micranthum a C. glutinosum mají význam v tradiční medicíně a jejich účinky (antimikrobiální, diuretické aj.) byly potvrzeny i klinickými studiemi. Odvar z kořenů C. molle slouží v Africe k léčení celé řady chorob včetně malomocenství a úplavice a používá se též k vyvolání potratu. C. micranthum slouží také jako protijed při otravě opiem. Mezi další africké druhy využívané v tradiční medicíně náleží C. imberbe, C. kraussii a C. mossambicense.
Jádrové dřevo afrického druhu C. apiculatum je tmavé, velmi tvrdé a podobně jako dřevo C. molle odolné vůči termitům a jinému dřevokaznému hmyzu.
Druh C. erythrophyllum poskytuje v Jižní Africe netoxickou, elastickou pryž. Gumovitý exudát z kmene C. imberbe slouží domorodcům jako součást potravy. V Nigérii se získává pryž z druhu C. nigricans.

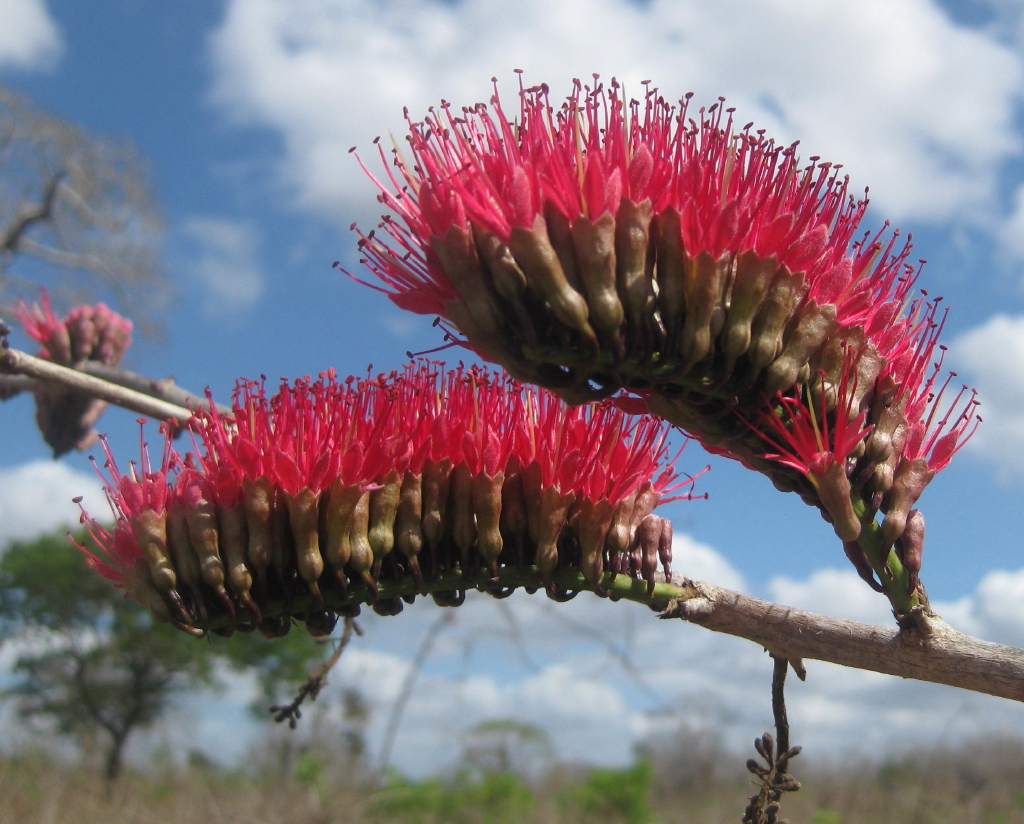
Květenství C. holstii
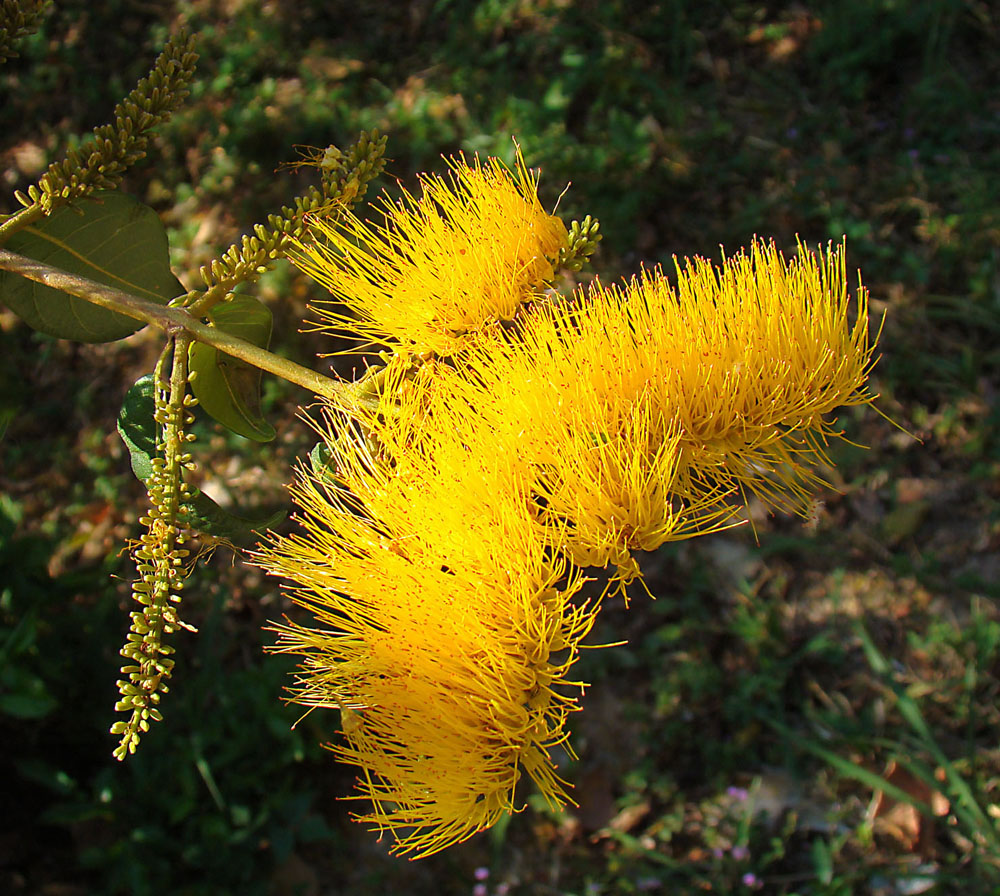
Květenství C. punctatum
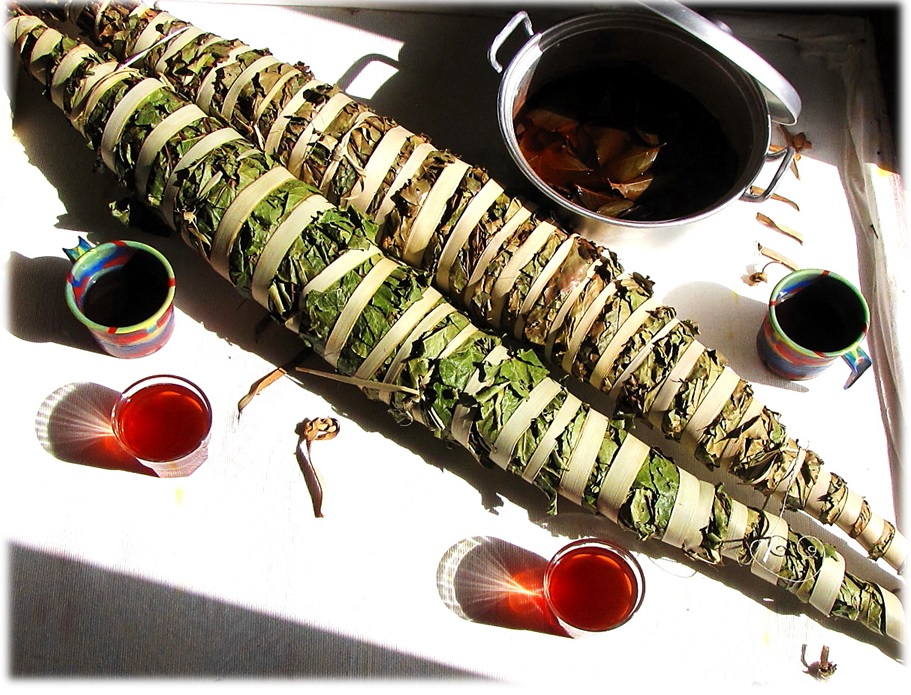
Smotky C. micranthum a hotový nápoj
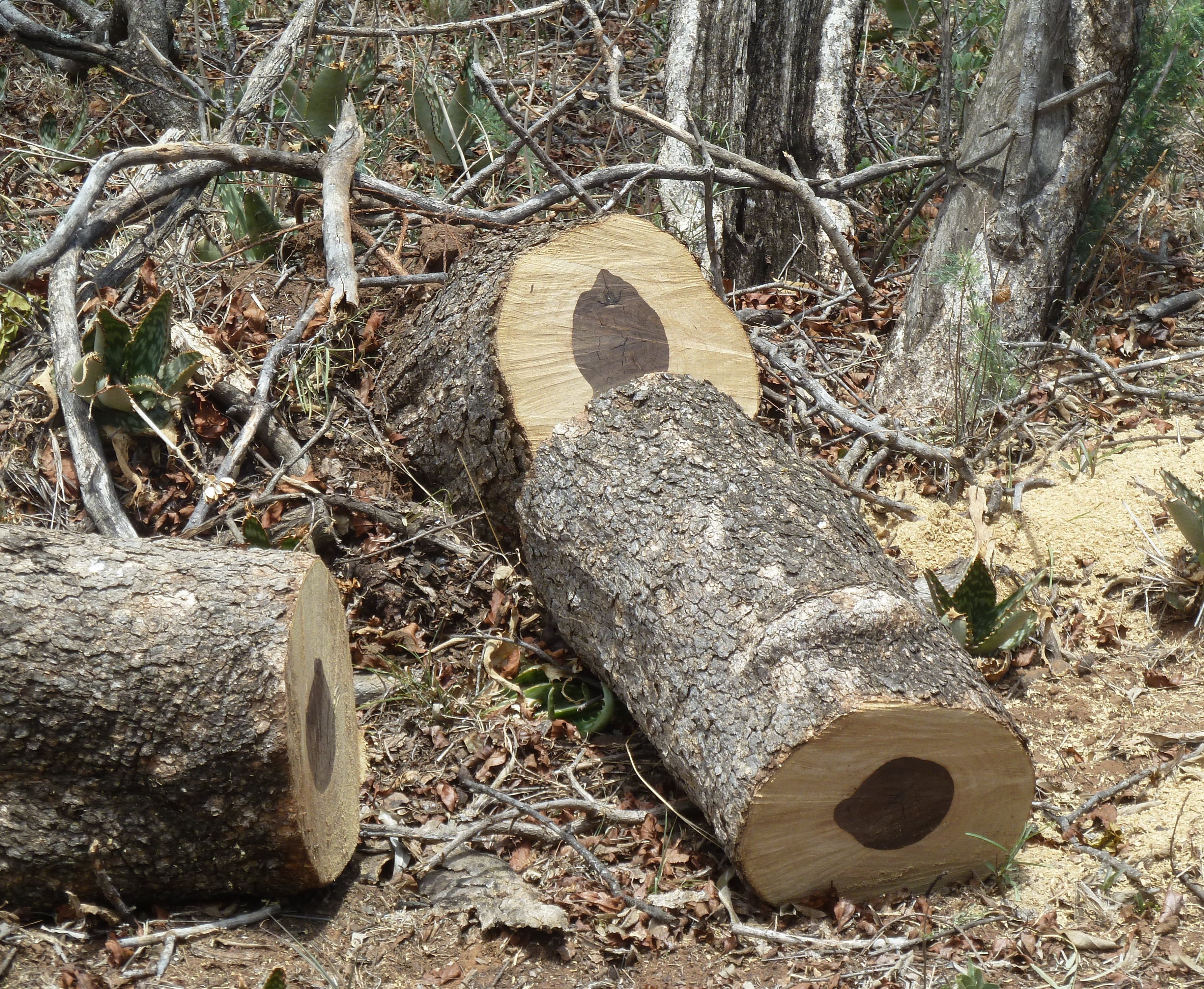
Kmeny C. apiculatum